# Religia w Panamie

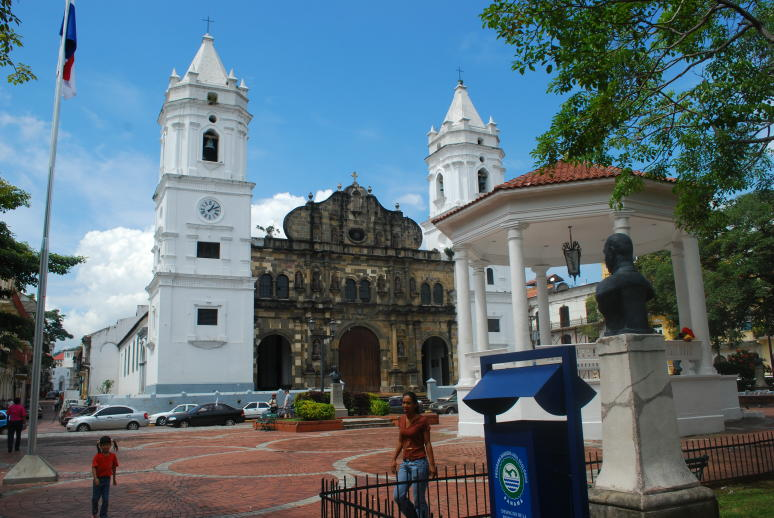
Katedra Wniebowzięcia w Casco Viejo

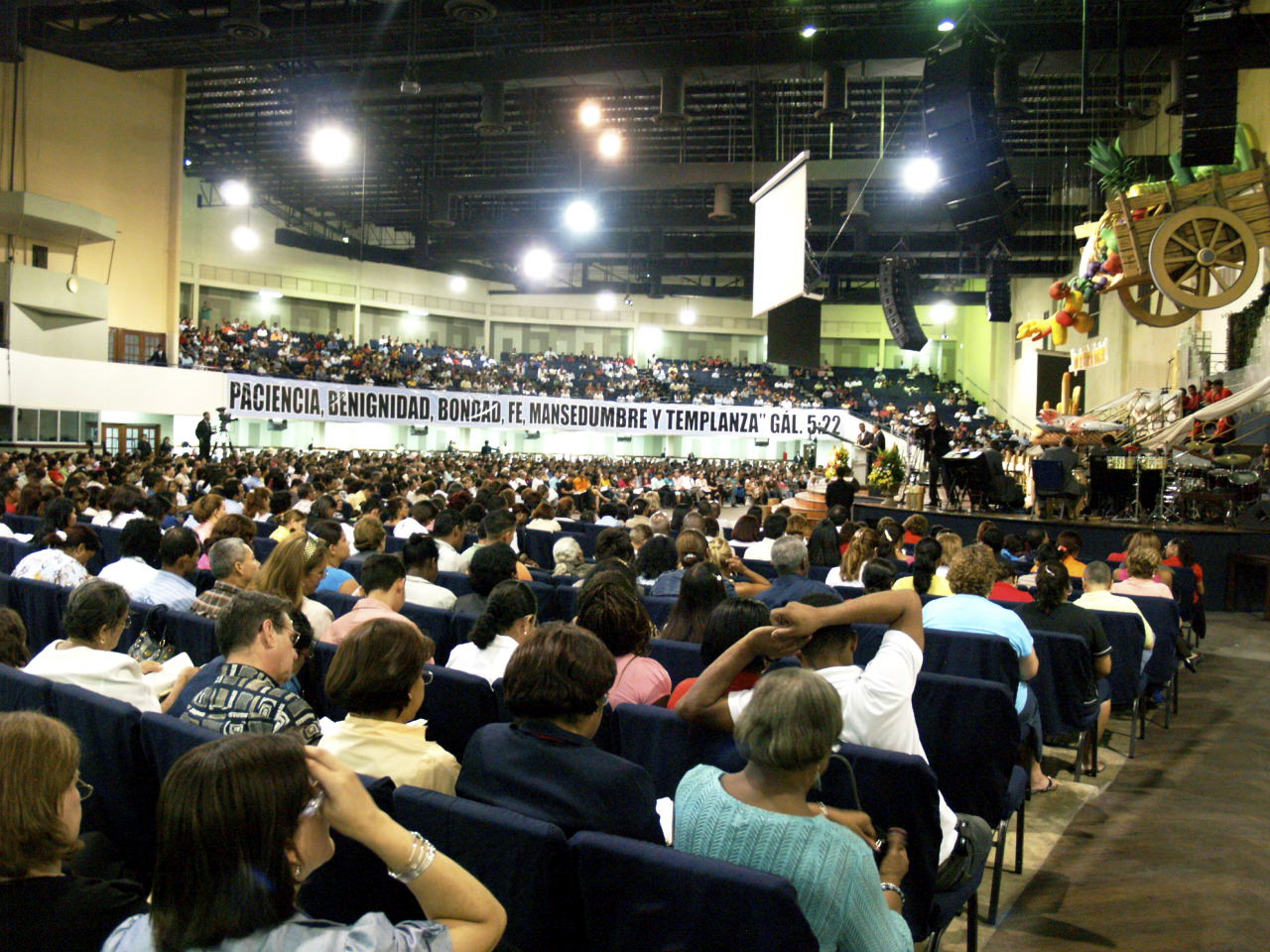
Wnętrze ewangelikalnego kościoła w Panamie

Chrześcijaństwo jest główną religią w Panamie. Ministerstwo Zdrowia oszacowało, że 69,7% populacji jest katolikami, a 18% związana jest z ewangelikalnym protestantyzmem. 
Archidiecezja panamska jest uważana za najstarszą w Ameryce. Została założona w 1514 roku wraz z przybyciem misjonarzy franciszkańskich. W styczniu 2019 roku, w panamskim Kościele odbyły się 34. Światowe Dni Młodzieży. 
Konstytucja Panamy, prawa i dekrety wykonawcze zapewniają wolność wyznania i kultu religijnego, oraz zabraniają dyskryminacji ze względu na religię. Konstytucja uznaje katolicyzm jako religię większości obywateli, ale nie jako religię państwową. Szkoły publiczne dalej uczą katolicyzmu, jednak rodzice mogą zwolnić dzieci z lekcji religii.
Do innych grup w Panamie należą: adwentyści dnia siódmego (84,6 tys.), mormoni (59,5 tys.), Świadkowie Jehowy (18,4 tys.), Kościół Episkopalny (11 tys.), buddyści (3 tys.), metodyści (1,5 tys.), luteranie (1 tys.), żydzi, hinduiści, bahaiści i rastafarianie (850). W większych miastach istnieje też społeczność muzułmańska, składająca się głównie z Arabów i imigrantów z Pakistanu (około 14 tys.). Rdzenne religie wyznawane są przez wiejskie społeczności tubylcze w całym kraju.